# Schlittschuh Club Lyss
Le SC Lyss est un club de hockey sur glace de la ville de Lyss dans le canton de Berne en Suisse.

## Histoire
Fondée en 1964, l’équipe obtient par deux fois la promotion en Ligue Nationale B, respectivement en 1978 et 1989. Cependant, à la suite de la relégation de 1993, le club est retombé dans les niveaux amateurs.
En 2019, le SC Lyss gagne le championnat de 1re ligue et obtient la promotion en MyHockey League, troisième division nationale,.

### SC Lyss Dames
La section féminine remporte le championnat de Suisse à trois reprises, respectivement en 1993, 1995 et 1996. À la suite de ces titres, l’équipe Dames décide de se séparer du SC Lyss et de fonder une structure indépendante, le DHC Lyss.

## Patinoire
Le SC Lyss évolue à domicile à la Seelandhalle. Cette patinoire a été construite en 1967 puis couverte en 1970.
La capacité actuelle est de 2500 places.

## Effectif
| No    | Nom                    | Nat. | Position  | Arrivée                          |
| ----- | ---------------------- | ---- | --------- | -------------------------------- |
| +026, | Matteo Maruccia        |      | Gardien   | 2020 - HC Bienne U20             |
| +029, | Nick Wyss              |      | Gardien   | 2023 - HC Bienne U20             |
| +001, | Sammy Kammermann       |      | Gardien   | 2023 (prêt) - SC Lyss U20        |
| +008, | Tobias Anhorn          |      | Défenseur | 2023 (prêt) - EHC Wiki-Münsingen |
| +073, | Nathan Cantin          |      | Défenseur | 2023 (prêt) - HCV Martigny       |
| +007, | Kenneth Graf           |      | Défenseur | 2015 - HC Bienne U20             |
| +009, | Samuel Leuzinger       |      | Défenseur | 2023 - SC Bern                   |
| +021, | Morris Maurer          |      | Défenseur | 2022 - SC Bern U20               |
| +059, | Joel Sigg              |      | Défenseur | 2022 - EHC Winterthour           |
| +075, | Kristian Suleski       |      | Défenseur | 2019 - HC Bienne                 |
| +065, | Kai Wyss               |      | Défenseur | 2022 - HC La Chaux-de-Fonds      |
| +098, | Bryan Abreu de Nobrega |      | Attaquant | 2023 - HC Guin Bulls             |
| +028, | Martin Alihodzic       |      | Attaquant | 2023 - HC Bâle                   |
| +074, | Till Allemann          |      | Attaquant | 2023 (prêt) - EHC Wiki-Münsingen |
| +096, | Steve Burgener         |      | Attaquant | 2019 - Genève-Servette HC U20    |
| +011, | Florin Gerber          |      | Attaquant | 2013 - HC Bâle                   |
| +092, | Gauthier Girardin      |      | Attaquant | 2019 - HC Sierre                 |
| +071, | Patric Hofstetter      |      | Attaquant | 2023 - EHC Winterthour           |
| +088, | Timon Krattiger        |      | Attaquant | Formé au club                    |
| +040, | Nils Kunz              |      | Attaquant | 2021 - EHC Adelboden             |
| +079, | Tim Kunz               |      | Attaquant | 2023 - HC Bienne U20             |
| +077, | Laris Joy Marbot       |      | Attaquant | 2023 - HC Bâle                   |
| +014, | Colin Minder           |      | Attaquant | 2018 - EHC Zuchwil-Regio         |
| +086, | Timon Moschen          |      | Attaquant | 2022 - Mount Academy Saints      |
| +079, | Timour Namalgue        |      | Attaquant | 2023 (prêt) - HC Bienne U20      |
| +022, | Loic Privet            |      | Attaquant | 2023 - HC Guin Bulls             |
| +017, | Janis Schmid           |      | Attaquant | 2015 - HC Bienne U20             |
| +075, | Nico Steinegger        |      | Attaquant | 2023 (prêt) - HC Bienne U20      |
| +018, | Dario Struchen         |      | Attaquant | 2021 - HC Bienne U20             |